# Centenaire de l'Algérie française (1830-1930)
Le Centenaire de l'Algérie française (1830-1930) est un ensemble de cérémonies, de festivités et défilés, de colloques et congrès qui ont lieu en 1930 pendant plus de six mois dans les départements d'Algérie, de janvier à juin 1930, et à Paris, entre mai et juillet 1930, pour célébrer le centenaire du débarquement des troupes françaises à Sidi-Ferruch le 14 juin 1830, la prise de la régence d’Alger, le 5 juillet, et célébrer l'Algérie française.
La célébration du centenaire a été en Algérie l'événement politique et culturel le plus important de l'entre-deux-guerres. Contrairement aux grandes expositions coloniales, notamment l'exposition coloniale de Marseille de 1922 et celle de Paris en 1931, qui furent des entreprises métropolitaines, la célébration du « Centenaire de l'Algérie française » en 1930 est surtout une opération de communication entreprise par les acteurs majeurs de l'Algérie française.

## Préparatifs
Préparé dès 1923 par le gouverneur général de l'Algérie Théodore Steeg, le Centenaire est finalement organisée par deux arrêtés de Pierre Bordes, gouverneur général de l'Algérie, en date du 13 décembre 1927, la loi du 25 mars 1928 et l'arrêté du 19 mai 1928 qui crée un Conseil supérieur et un Commissariat général du Centenaire. Un budget de 82 millions est alloué.
Gustave Mercier, commissaire général du Centenaire, est l'ordonnateur de cette commémoration depuis Alger,
chargé de l'accomplissement du programme et de la réalisation des fêtes et manifestations.

## Publicité
L'objectif est de faire venir du monde en Algérie durant l'année 1930 et surtout de faire connaître l'Algérie à ceux qui ne peuvent pas s'y rendre.
De nombreux moyens de publicité sont utilisés : radio, cinéma (notamment le film Le Bled de Jean Renoir), timbres-poste, médailles (médailles Béguet et Poisson), affiches et cartes postales; des conférences sont organisées un peu partout en France et dans quelques villes à l'étranger ; de nombreux ouvrages et brochures sont publiés ainsi que des articles de presse (agence Havas).
À Paris, un Comité de Propagande est constitué par André Tardieu, ministre de l'Intérieur, avec mission « d'associer la France métropolitaine à la célébration du Centenaire de l'Algérie ». Le 5 Juin 1929, le Ministre de l'Intérieur définit ainsi la tâche à accomplir aux membres du comité : « Les fêtes du Centenaire de l'Algérie ne doivent point se dérouler outre-mer, sans que le peuple de la Métropole en ressente la pleine signification. C'est pourquoi nous avons institué à Paris l'organisme que vous constituez et dont la tâche propre sera d'informer exactement la France de l'oeuvre française en Algérie. Sans doute, nous espérons que l'an prochain, un très grand nombre de Français passeront la Méditerranée; mais ils ne seront quand même qu'une minorité; c'est pour les autres que nous vous demandons de travailler. C'est aux autres qu'il faut faire comprendre ce que fut non pas la conquête, mais la création de l'Algérie. ». Le 24 juin, le secrétaire général du comité métropolitain, le général Féraud, précise que le premier objectif est de « créer un mouvement d'opinion durable dans la France métropolitaine, en faveur de la France africaine ».
Le comité métropolitain décide notamment de la publication d'une collection de douze « Cahiers du Centenaire de l'Algérie » distribuées notamment dans les écoles afin d'informer élèves et professeurs aussi bien en métropole que dans les départements d'Algérie. Les cahiers sont tirés à 100 000 exemplaires chacun. Des conférences, projections de films documentaires, des communications par radio sont également prévues ainsi que des bourses de voyage.

## Réalisations permanentes
Grace aux crédits accordés, Gustave Mercier dote l'Algérie de plusieurs musées et monuments commémoratifs.

### Musées
- Musée national des Beaux-Arts à Alger
- Musée d'ethnographie et de préhistoire du Bardo
- Musée des Beaux-Arts d'Oran
- Musée des Beaux-Arts de Constantine
- Musée historique de l'Armée d'Afrique (musée Franchet d'Espérey) d'Alger
- Musée de Timgad
- Musée de Djemila
- Musée forestier d'Alger
- Maison indigène à Alger, appelée aussi « Villa du centenaire », « Maison Claro » et maintenant « Maison du millénaire »
- Musée Saint-Augustin à Souk-Ahras

### Monuments commémoratifs
- Monument élevé à la gloire de la Colonisation Française (Boufarik). Inauguré par Gaston Doumergue le 5 mai 1930.
- Monument de Sidi-Ferruch (Sidi-Ferruch). Inauguré par Gaston Doumergue le 5 mai 1930.
- Monument Boutin (Dely Ibrahim)
- Monument du Bastion de France (La Calle)
- Monument commémoratif de la Mission Foureau-Lamy (Ouargla)

Le monument aux Morts de la Grande Guerre de Constantine dont la première pierre a été posée en 1918 sera également inauguré par Gaston Doumergue lors de son voyage en mai 1930.

## Événements principaux

### En Algérie
De nombreux colloques et congrès, cérémonies, festivités et défilés ont lieu en Algérie de janvier à juin 1930. Ainsi la Maison du colon à Oran est inaugurée en juin 1930 par Pierre Bordes, gouverneur d'Algérie. La Maison du colon abrite à l'époque les services de l’agriculture d'Oran et du département.
Selon Gustave Mercier, les fêtes doivent être dédiées à l'Armée d'Afrique, « armée pacificatrice, protectrice de l’indigène comme du colon ».
L'événement le plus important est le voyage présidentiel de Gaston Doumergue de dix jours en Algérie en mai 1930.

#### Voyage en Algérie du Président de la République Gaston Doumergue (4-14 mai)

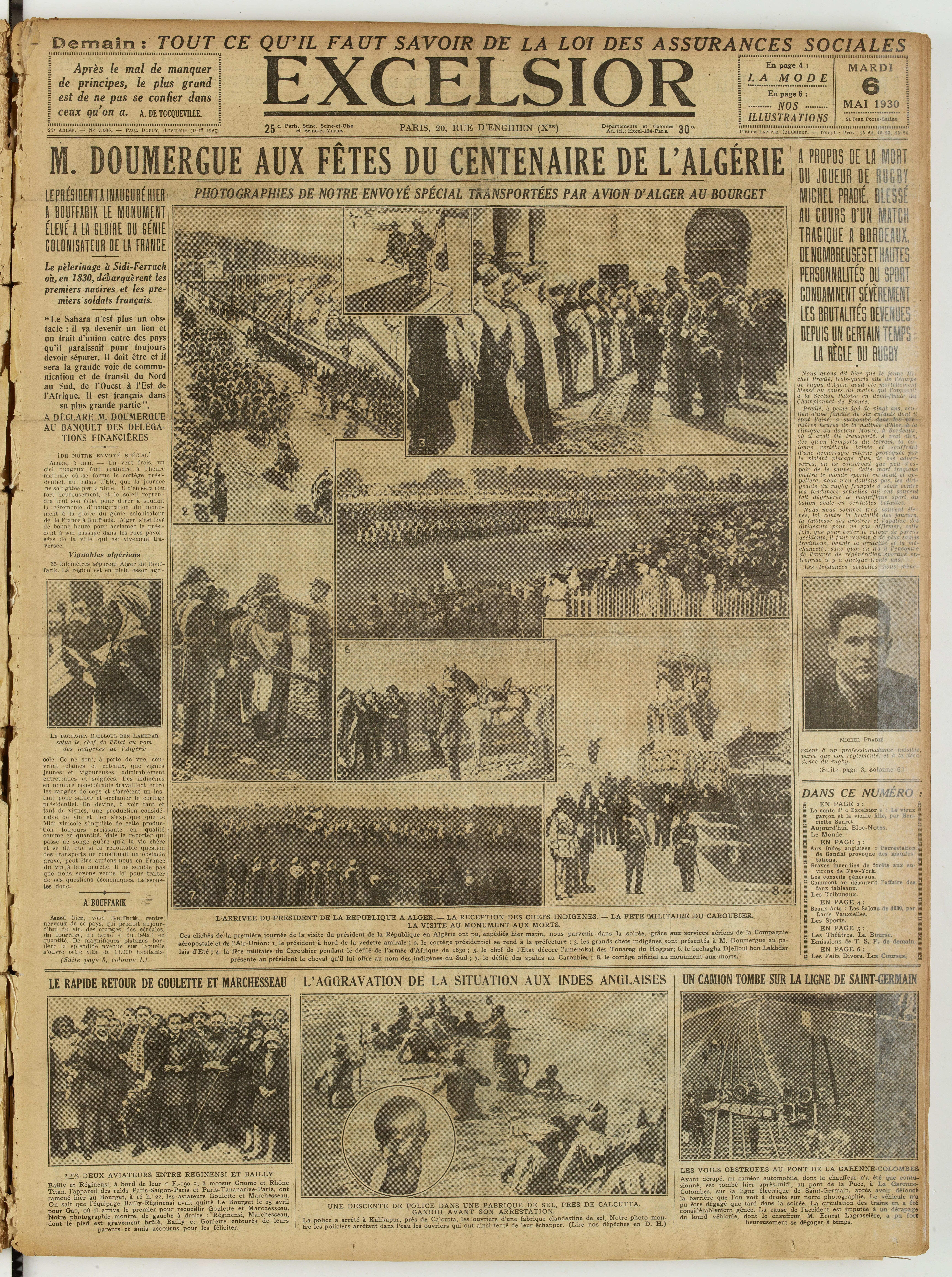
Gaston Doumergue aux fêtes du Centenaire de l'Algérie à Alger (mai 1930).

Le 3 mai 1930, le président de la République Gaston Doumergue embarque à Toulon sur le croiseur « Duquesne » à destination d’Alger et les huit ministres ainsi que le Maréchal  Franchet d'Espérey qui l'accompagnent embarquent à bord du « Colbert » et du « Suffren ».
Le 4 mai il arrive à Alger. Une grande partie des forces navales, environ quatre-vingts navires, mouillés sur deux lignes parallèles, l'accueillent : sur la 1re, le bâtiment amiral « Provence », commandé par le Vice-Amiral Durand-Viel, puis sur la 2e, des croiseurs et des torpilleurs.
Une fois débarqué, il est accueilli par Charles Brunel, maire d'Alger et le gouverneur général Pierre Bordes. Il se rend ensuite à l'Hôtel de Préfecture puis au Pavois, le monument aux morts d'Alger, afin de rendre hommage aux morts de la Grande guerre. Il rejoint ensuite le Palais d'Eté où il est reçu par les autorités civiles et militaires. Le khalifa Djelloul Ben Lakhdar présente au Président les principaux chefs algériens musulmans puis Doumergue déjeune avec le gouverneur général Pierre Bordes.
Doumergue se rend ensuite à l'Hippodrome du Caroubier pour assister à un spectaculaire défilé militaire réglé par le colonel Paul Doury. A cette occasion Djelloul Ben Lakhdar lui offre, au nom de tous les chefs algériens, le traditionnel cheval de Gada,. Tout d'abord défile les troupes actuelles : la Légion Etrangère, les tirailleurs algériens, les cavaliers puis une reconstitution du Corps de débarquement de 1830 avec des représentations des soldats du comte de Bourmont et des marins de l'amiral Duperré et enfin des éléments de l'Armée d'Afrique de 1830 à 1913.
Doumergue quitte ensuite l'Hippodrome pour aller inaugurer la statue de René Viviani, œuvre de François Sicard .
En fin d’après-midi, invité par Charles Brunel, Doumergue rejoint l'hôtel de ville, et la journée se termine au Palais d'été par un feu d'artifice.
Le 5 mai, il se rend à Boufarik, à trente kilomètres à l’ouest d’Alger. Il visite la Mitidja, ses vignobles et ses champs de tabac. Il est ensuite reçu par le maire de la ville, Amédée Froger puis inaugure le Monument à la gloire du génie colonisateur de la France, « masse sculpturale impressionnante, grandiose muraille blanche de 40 mètres de large et de 15 mètres de haut, sur laquelle se détachent les héros dont l'Algérie est fière et des bas-reliefs qui évoquent les travaux des premiers colons », œuvre des sculpteurs Henri Bouchard et Charles Bigonet et de l'architecte Xavier Salvador,.
Il se rend ensuite à Sidi-Ferruch, afin d’inaugurer le Monument du centenaire du débarquement de l’armée française à Sidi Ferruch le 14 juin 1830, sculpté par Émile Gaudissard avec sa plaque sur laquelle est inscrit « La cause de la France est celle de l'humanité, montrez-vous dignes de votre belle mission. Soyez justes et humains après la victoire. », parole du général de Bourmont, ministre et commandant en chef de l'expédition, à ses hommes après la prise d’Alger,.
Le 7 mai il rejoint en train Constantine. Il est accueilli par le député-maire, Émile Morinaud et se rend place Nemours où est érigé le « Tombeau des Braves », monument aux morts des deux sièges de 1836 et 1837. Il inaugure ensuite en présence du président du Sénat, Paul Doumer, du président de la Chambre des députés, Fernand Bouisson et du maire, le monument aux Morts de la Grande Guerre érigé à plus de 695 mètres d'altitude sur une falaise bordant la rive droite du Rhummel,.
Le 8 mai, il rejoint Bône en train; il y est reçu par le député Gaston Thomson. Il visite notamment le monument aux morts et en fin de journée retourne à Alger sur le « Duquesne » ancré dans le port de Bône.
Le 10 mai est organisée dans la baie d'Alger une grande parade navale. Le Président et les membres du cortège embarquent sur le « Duquesne » pour assister au spectacle. Une soixantaine de bâtiments de tous types (cuirassés, croiseurs, contre-torpilleurs, torpilleurs, sous-marins, porte-avions) forment une grande flotte en trois colonnes. Trois cuirassés, le « Provence », le « Bretagne » et le « Paris », ainsi que le porte-avion « Béarn » composent la 1re. Chaque unité défile devant le « Duquesne » et salue le cortège présidentiel. Plusieurs escadrilles d’avions se joignent à la parade.
Le 12 mai il est à Oran et reçu à l'Hôtel de Ville par le maire Jules Molle. Il visite la ville, le fort de Santa-Cruz ainsi que l'hôpital militaire puis l'exposition du centenaire organisée par la ville dans le Grand Palais.
Il rentre à Paris le 14 mai.

### En France métropolitaine (Paris)

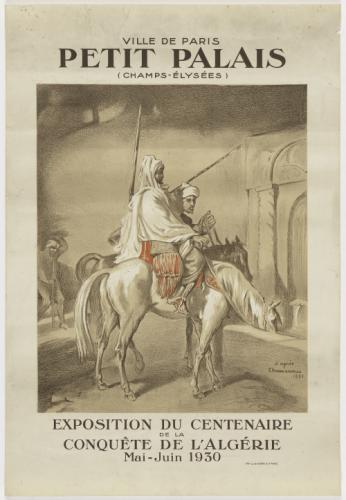
Affiche de l'exposition « Centenaire de la conquête de l'Algérie (1830-1930) » au Petit Palais de Paris.

En France métropolitaine, seule la ville de Paris organise des commémorations.
Une grande exposition est organisée au Petit Palais du 1e mai au 15 juillet 1930 avec des objets d'art, des portraits, des souvenirs et peintures d'Eugène Delacroix, Eugène Fromentin, Horace Vernet, Alfred Dehodencq, Théodore Chassériau, Adrien Dauzats etc, relatifs à la conquête de 1830 et groupés dans les différentes salles par Camille Gronkowski (1873-1949), le conservateur du musée,.

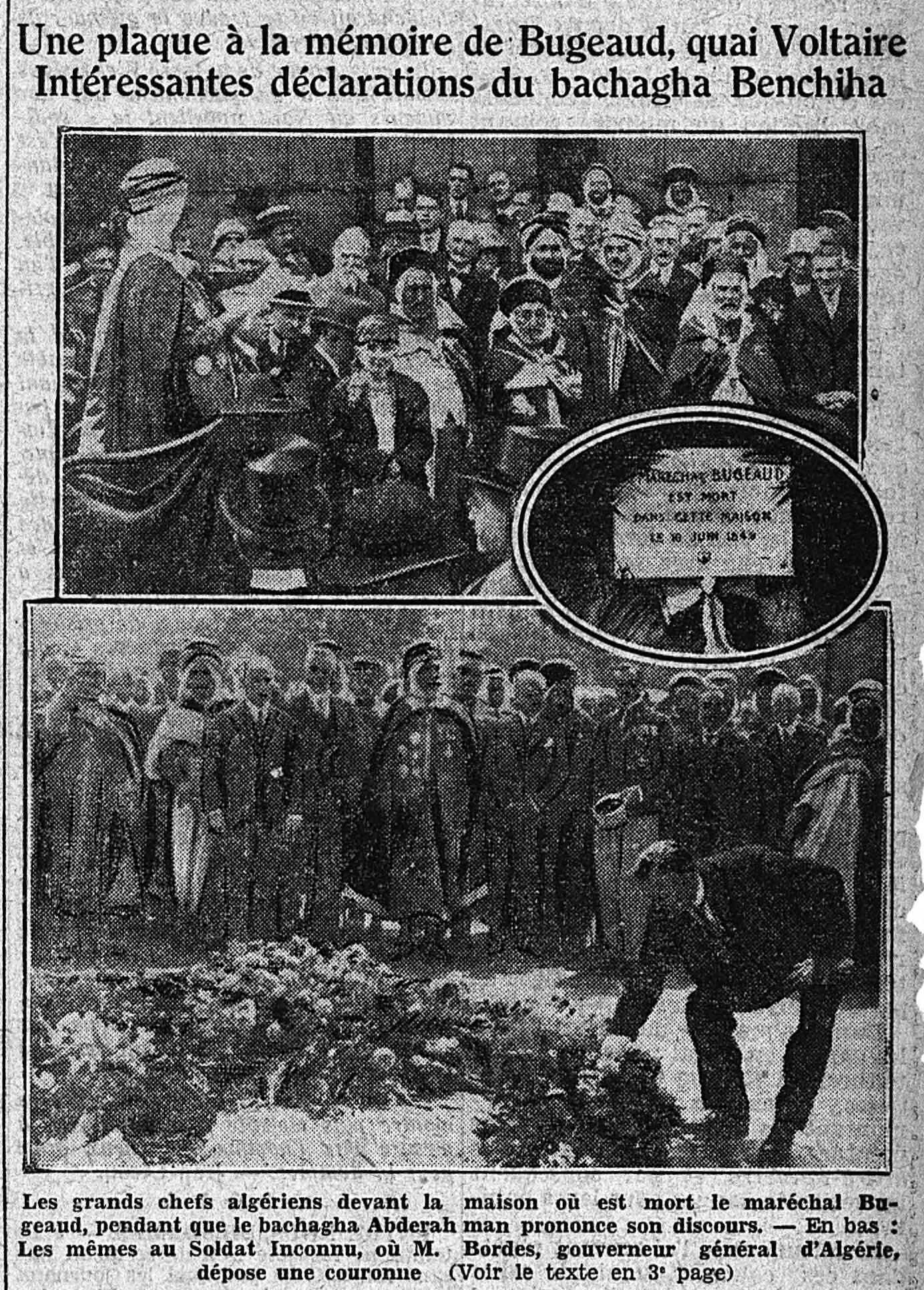
Inauguration à Paris d'une plaque à la mémoire de Bugeaud en présence des chefs algériens (13 juillet 1930).

Le 13 juillet 1930, la municipalité de Paris inaugure en présence de Marie Julie Feray Bugeaud d'Isly (1851-1935), petite-fille du Maréchal, une plaque apposée sur l'immeuble portant le n°1 du quai Voltaire, ou est mort le Maréchal Bugeaud. De nombreuses personnalités politiques telles Paul Doumer, alors président du Sénat, ainsi que plusieurs grands chefs algériens, dont le cheikh el Arab Bouaziz ben Gana, sont présents. Jean de Castellane, Édouard Renard, Pierre Bordes et le bachagha Abderrahmane Ourabah (1870-1935), grand officier de la Légion d'Honneur font chacun un discours pour lui rendre hommage.
Le foyer des travailleurs Nord-Africains à Gennevilliers est inauguré le même jour

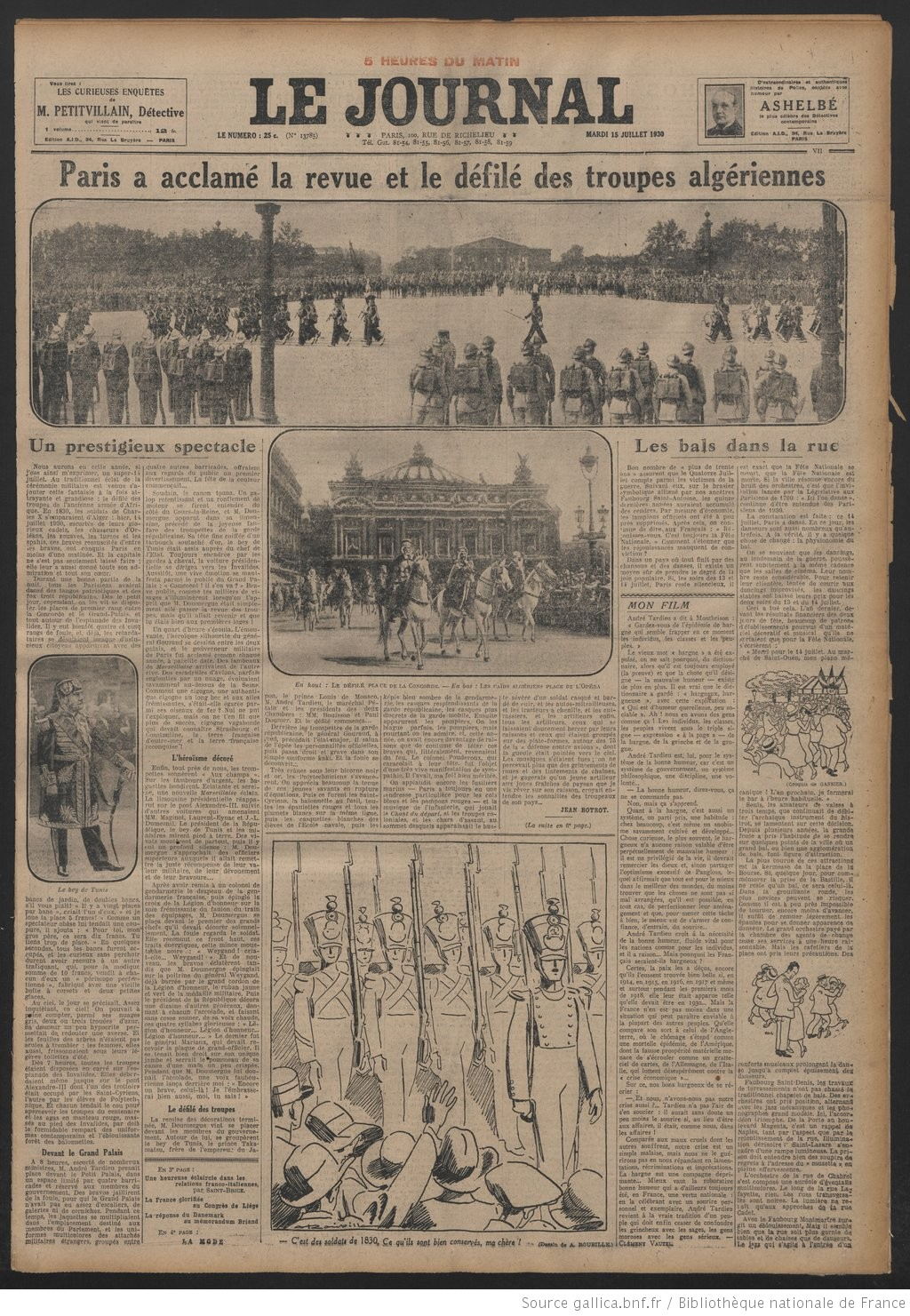
Défilé des troupes d'Algérie à Paris le 14 juillet 1930 (Centenaire de l'Algérie).

Le 14 juillet 1930, est célébré le traditionnel « 14 Juillet », mais également le Centenaire de l'Algérie avec des reconstitutions historiques des troupes de 1830. Les troupes d'Algérie, l'Armée d'Afrique, défilent. Une quarantaine d'importants caïds et chefs arabes, dont Bouaziz ben Gana, sont invités. La Flamme su Soldat inconnu est ravivée par l'un d'eux, le bachagha Benchiha (1864-1937), grand officier de la Légion d'honneur, et le drapeau de la Flamme porté par un autre grand officier, le bachagha Si Sahraoui Ben Mohamed (1858-1937),.
Le 15 juillet, Paris achève dans son Palais municipal la commémoration des événements qui marquèrent l'année 1830 et reçoit à cette occasion la délégation des grands chefs algériens qui avaient assisté la veille à la Revue du 14 juillet.
De nombreux caïds, aghas et bachaghas algériens sont nommés ou promus dans la Légion d'Honneur durant le Centenaire au cours des décrets du 29 avril et du 13 août 1930, dont trois élevés à la dignité de grand-croix, onze à la dignité de grand officier et vingt promus commandeurs, .

### Protestations
En dépit d'assurances contradictoires selon lesquelles "l'accueil des Indigènes fut délirant" (L'OEuvre), ou "la
masse indigène est restée indifférente et lointaine, ce qui constitue une victoire morale" (alors que des
« réflexions nettement hostiles » étaient entendues sur les marchés « indigènes »), l'histoire doit enregistrer bien des protestations».
Le centenaire fut condamné par l'Etoile Nord Africaine (ENA) ainsi que par  d'autres militants nationalistes, le Parti communiste français (PCF), les anarchistes et les anarchosyndicalistes (notamment la section algérienne de la CGTSR, section en France de l'Association Internationale des travailleurs . Néanmoins, on doit constater l'échec des
opérations de sabotage tentées par ces différents acteurs.
Des critiques plus feutrées furent émises par le Congrès fédéral socialiste d'Algérie, et l'évènement fut dénoncé dans plusieurs pays arabes et organes de presse comme La Nation arabe de Chakib Arslan.

## Galerie

Centenaire de l'Algérie française (1830-1930)
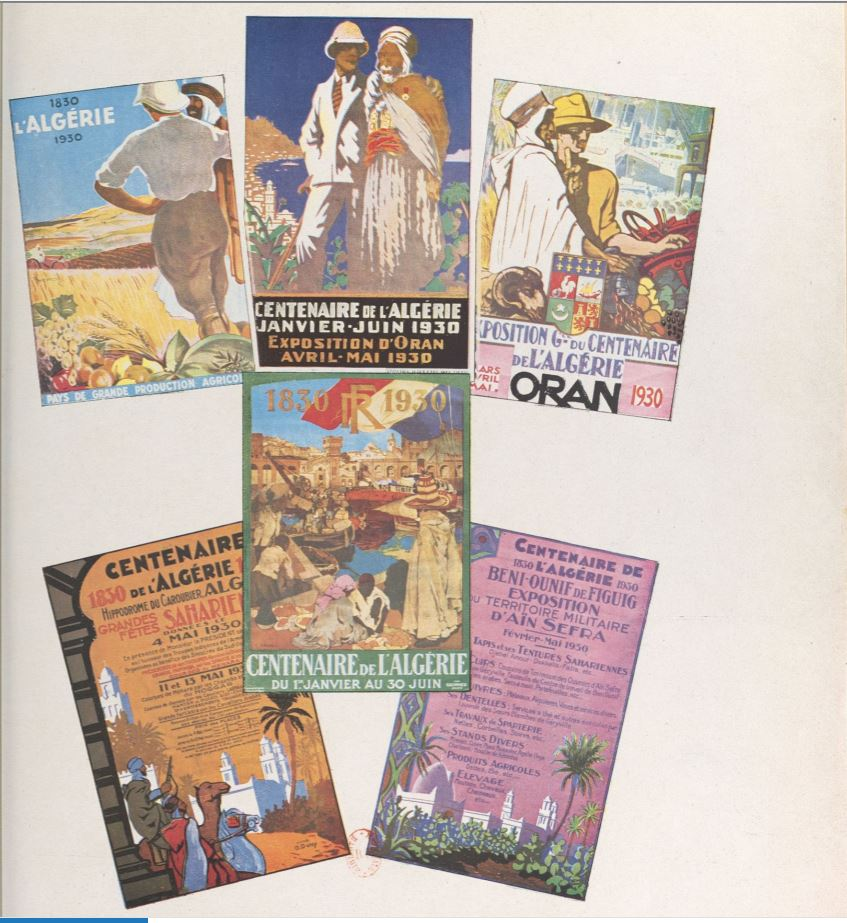
Les principales affiches du Centenaire de l'Algérie française (1830-1930).
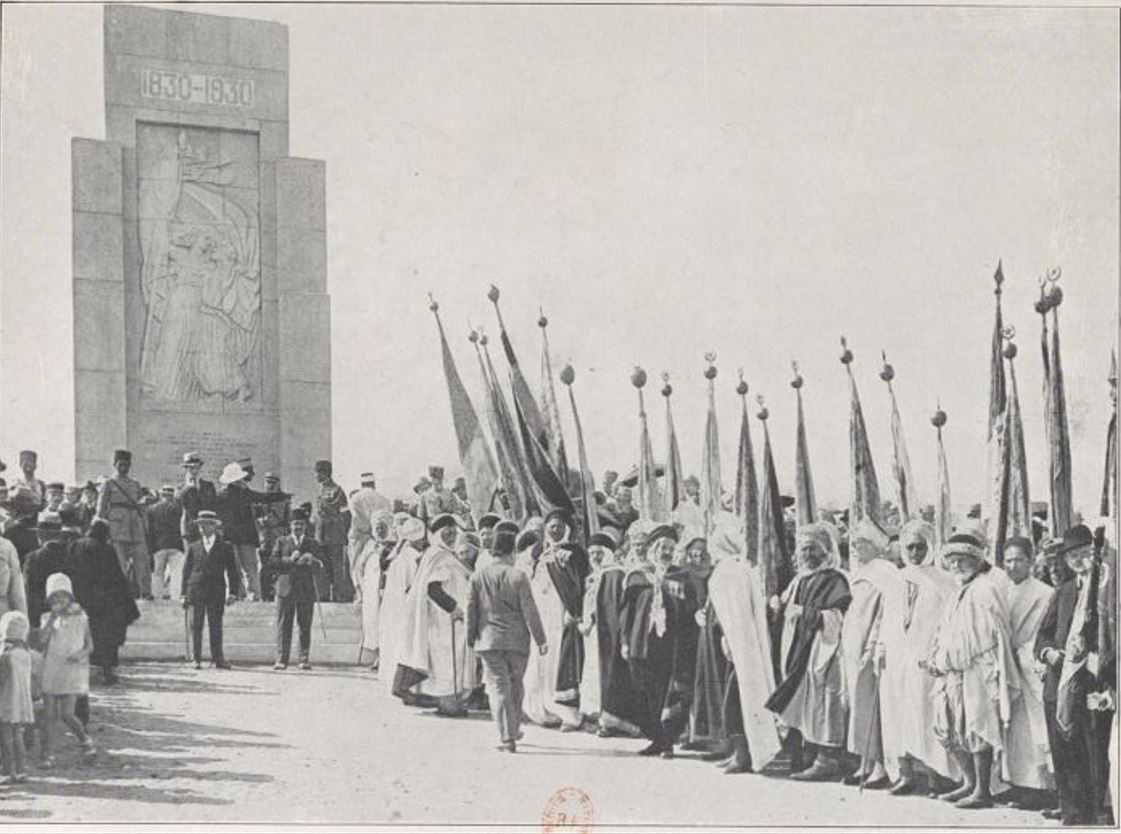
Fête de l'union des populations française et indigène à Sidi-Ferruch (14 juin 1930).
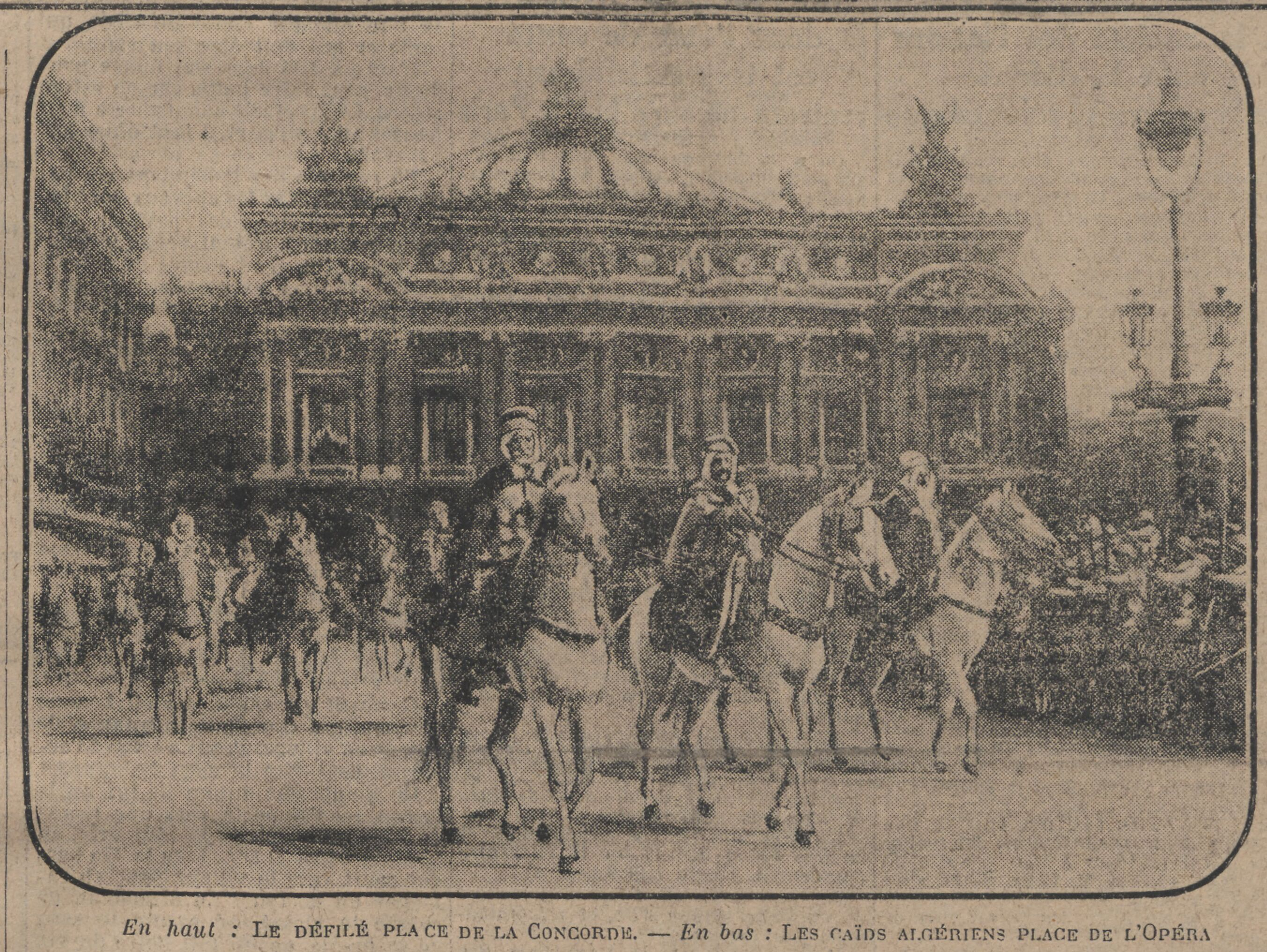
Défilé du 14 juillet 1930 à Paris : les caids algériens place de l'Opéra.
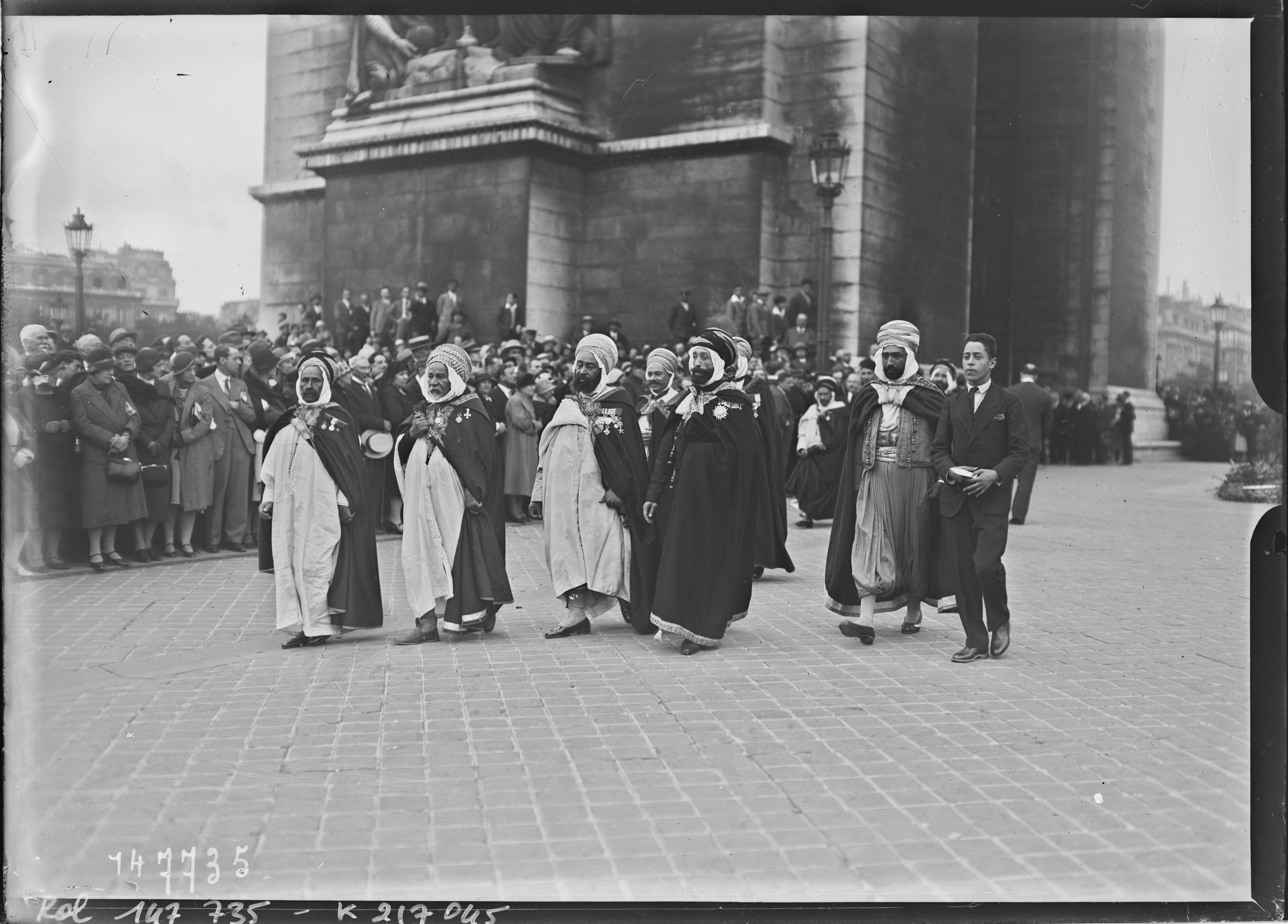
Caïds algériens au Soldat inconnu le 14 juillet 1930.
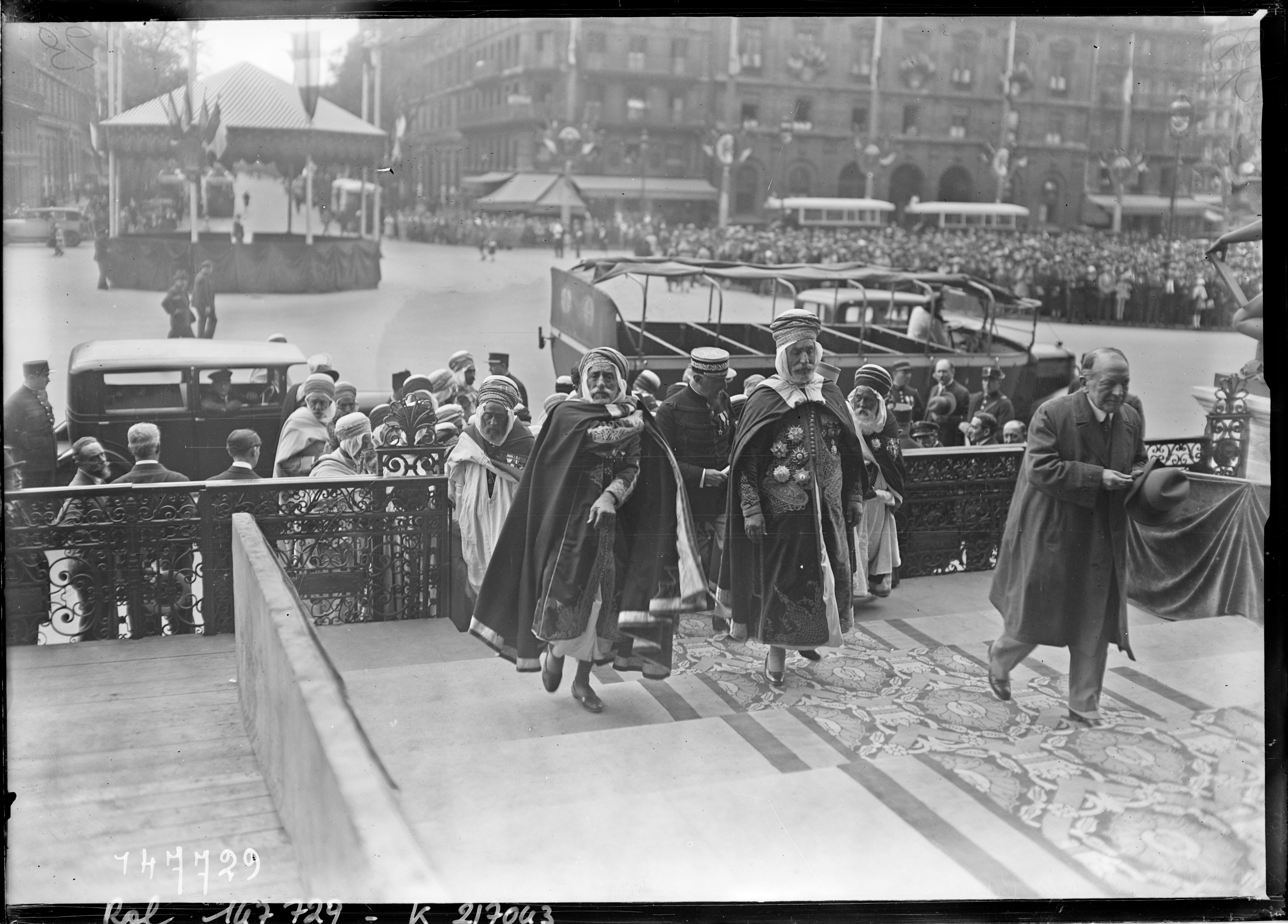
Arrivée des caids algériens à l'hôtel de ville de Paris le 15 juillet 1930. Abderrahmane Ourabah (1870-1935), premier bachagha à droite.
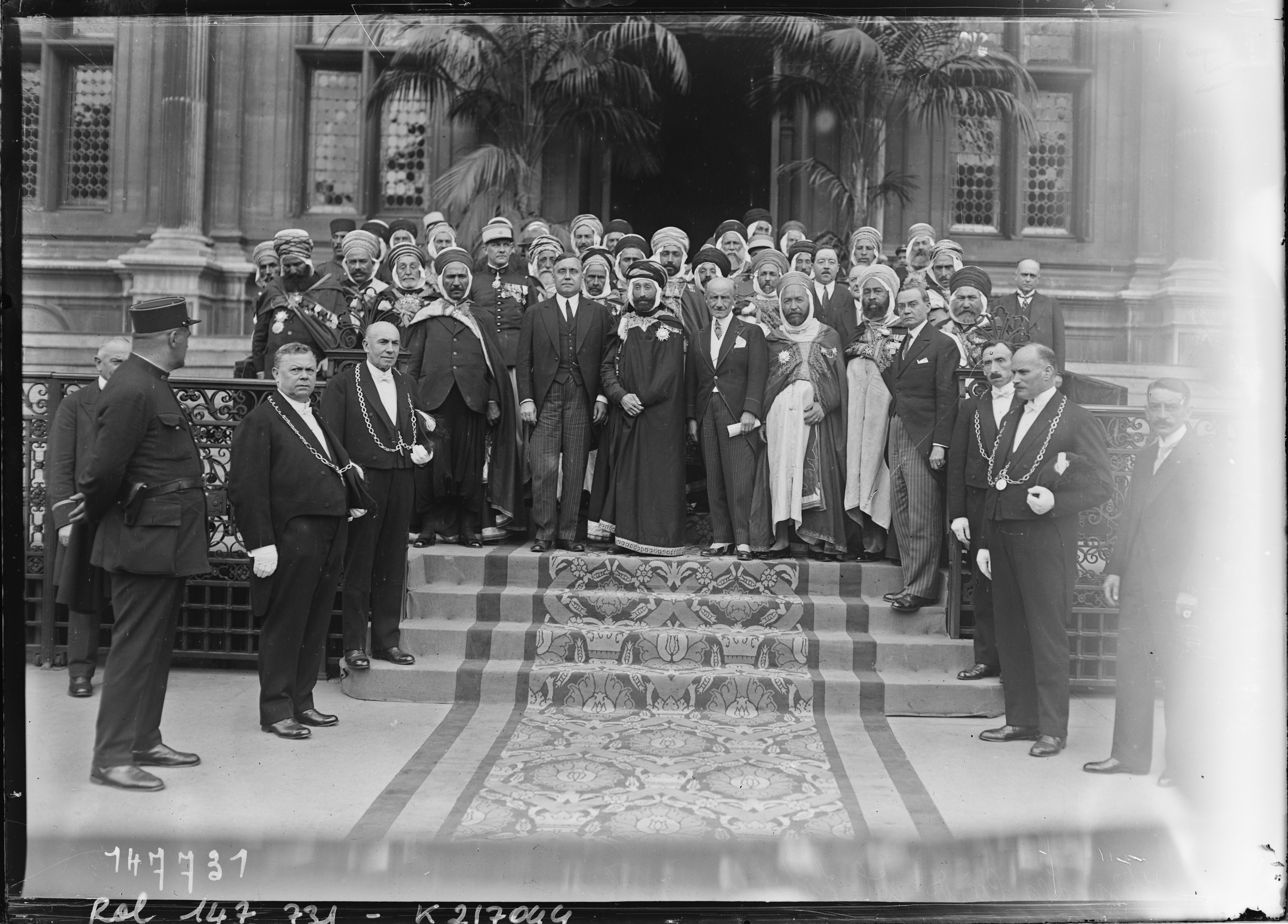
Caids algériens à l'hotel de ville de Paris le 15 juillet 1930. Bouaziz ben Gana au centre.

### Ouvrages
- Gustave Mercier, Le centenaire de l'Algérie. Exposé d'ensemble, 2 tomes, Alger, Soubiron, 1931
- René Weiss, Le centenaire de l'Algérie française (1830-1930), 2 tomes, Imprimerie nationale, 1930
- Edmond Chappuis, Le centenaire de l'Algérie française, 1930, préface de Jules Cuttoli, Introduction du maréchal Franchet d'Esperey, avec la collaboration de Gustave Mercier et Amédée Froger,

- Octave Depont, L'Algérie du Centenaire, Bordeaux, 1928.

- Hubert Gourdon, Jean-Robert Henry et Françoise Lorcerie, Roman colonial et idéologie coloniale en Algérie, numéro spécial de la Revue algérienne des sciences juridiques, économiques et politiques, 1974.

- Jean-Robert Henry et Françoise Lorcery, « Le Centenaire de la conquête de l'Algérie, achèvement d'une littérature de combat », in Anne Roche et Christian Tarting (dir.), Des années trente. Groupes et ruptures, Éditions du CNRS, Paris, 1985.

- Jean Mélia, Le Centenaire de la conquête de l'Algérie et les réformes indigènes, Ligue française en faveur des indigènes musulmans d'Algérie, 1929.

- Franck Waille, Écrit et commémoration : le centenaire de l'Algérie française en 1930 et ses publications, mémoire de maîtrise sous la direction de Robert Ilbert, université de Provence, 1991-1992.

- Jeannine Verdès-Leroux, Les Français d'Algérie : de 1830 à aujourd'hui, Fayard/Pluriel, Poche, 2015, pp. 237-252

### Revues
- Jan C. Jansen, « Fête et ordre colonial. Centenaires et résistance anticolonialiste en Algérie pendant les années 1930 », Vingtième Siècle. Revue d'histoire, vol. 121, no. 1, 2014, pp. 61-76, lire ne ligne .

### Articles de presse de 1930
- « Le Voyage du Président de la République en Algérie » dans L'Afrique du Nord illustré, 17 mai 1930, lire en ligne
- « Voyage de M. le Président de la République en Algérie » dans Journal officiel de la République française, 7 juin 1930, pp. 6312-6324 lire en ligne
- Supplément au Bulletin municipal officiel de la Ville de Paris, 13 août 1930, lire en ligne
- « Protestations anarchistes contre le centenaire de la conquête de l'Algérie » dans La Voix libertaire, 15 mars 1930, n° 55 lire en ligne
- « Le centenaire de la conquête de l’Algérie » dans La Voie libertaire, 21 septembre 1929, n°30 lire en ligne
- « En Algérie conquise – Pendant que les Officiels commémorent… – La section algérienne de la CGTSR-AIT » dans Le Flambeau, Avril 1930, N°33  lire en ligne
- « Les caïds et le centenaire»  de Mohamed Saïl et « ALGER, Ou socialistes politiciens et calotins assassins sont pris la main dans le sac» de Marguerite ASPES, dans Le Libertaire, 31 mai 1930, Numéro 258 lire en ligne

#### Vidéos
- Alger accueille le président Gaston Doumergue le 4 mai 1930, site lumni.fr
- Le voyage du Président Doumergue en Algérie en mai 1930. Fox Movietone News Collection. On peut y voir Djelloul Ben Lakhdar qui remet au  Président Doumergue un cheval blanc (3:00) puis qui lui présente les principaux chefs algériens musulmans (10:45).